# Peter Hogg
Pour les articles homonymes, voir Hogg.
Peter Wardell Hogg, né le 12 mars 1939 à Lower Hutt en Nouvelle-Zélande et mort le 4 février 2020, est un avocat, écrivain et expert juridique canadien. Il est surtout connu comme étant le plus grand expert en droit constitutionnel canadien.

## Biographie
Né à Lower Hutt (Nouvelle-Zélande), Peter Hogg obtient son baccalauréat en droit à l'université de Nouvelle-Zélande en 1962, sa maîtrise à l'université Harvard en 1963, et son doctorat de l'université Monash à Melbourne (Australie) en 1970. En 1970, il est nommé professeur de droit à l'École de droit Osgoode Hall et en fut nommé doyen en 1998. En 2003, il accepte un poste d'expert en résidence à la firme d'avocats Blake, Cassels & Graydon LLP.
Peter Hogg est l'auteur de plusieurs livres, dont Constitutional Law of Canada, le livre le plus souvent cité dans les jugements de la Cour suprême du Canada. Récemment, il a été le principal conseiller du gouvernement du Canada pour le renvoi de la Cour suprême sur le mariage homosexuel. Il a également présidé le comité de nomination du juge Marshall Rothstein en 2006, la première fois dans l'histoire du Canada qu'un candidat au poste de juge de la Cour suprême devait répondre aux questions d'un comité de parlementaires.

## Honneurs
- 1980 : conseiller de la Reine
- 1988 : membre de la Société royale du Canada
- 1991 : officier de l'Ordre du Canada
- 2003 : promu au rang de Compagnon de l'Ordre du Canada
- 2003 : Ramon John Hnatyshyn Award for Law de l'Association du Barreau canadien, une reconnaissance de l'excellence des contributions dans le domaine du droit et de l'étude du droit au Canada.
- 2003 : doctorat honoris causa (LL.D.) décerné par la Law Society of Upper Canada
- 2006 : doctorat honoris causa (LL.D.) décerné par l'université Victoria de Wellington (Nouvelle-Zélande)

## Œuvres choisies
- Constitutional Law of Canada
- Liability of the Crown